# Bamanophis dorri
Bamanophis dorri är en ormart som beskrevs av Lataste 1888. Bamanophis dorri ingår i släktet Bamanophis och familjen snokar. Inga underarter finns listade i Catalogue of Life.
Arten förekommer i västra Afrika vid Atlanten från Mauretanien till Benin. Honor lägger ägg.
Bamanophis dorri är med en längd upp till 75 cm en liten orm. Den lever i olika savanner och i klippiga områden som liknar öknar. Individerna söker under den kyliga torra perioden under dagen efter föda. Under regntiden med dagar som är mycket varma kring dagens mitt är arten aktiv under skymningen eller under natten. Enligt uppskattningar jagar Bamanophis dorri ödlor. Honor lägger antagligen ägg.
För beståndet är inga hot kända. IUCN listar arten som livskraftig (LC).